# ウラジーミル・トルストイ

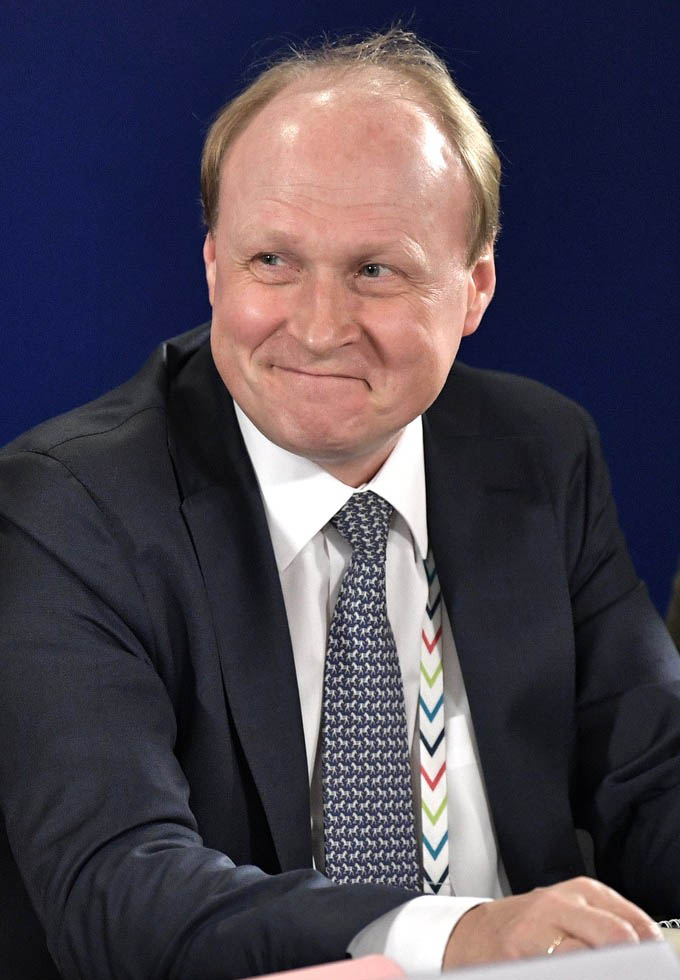
2017年

ウラジーミル・イリイチ・トルストイ（ロシア語: Влади́мир Ильи́ч Толсто́й、1962年9月28日 - ）は、ロシアの作家、ジャーナリスト。

## 人物・来歴
モスクワ大学ジャーナリズム学部を卒業後、記者、編集者を経験。1994年、レフ・トルストイの邸宅「ヤースナヤ・ポリャーナ」の博物館館長に就任。
2012年には、ウラジーミル・プーチン大統領の文化担当大統領顧問に選ばれた。
レフ・トルストイの玄孫にあたる。

## 栄典
- ロシア連邦友好勲章（英語版）（2012年）
- ロシア連邦文化功労者（ロシア語版）（2003年）